# Sesbania dummeri
Sesbania dummeri là một loài thực vật có hoa trong họ Đậu. Loài này được E.Phillips & Hutch. miêu tả khoa học đầu tiên.